# Merlin (Albéniz)
Merlin és una òpera en tres actes d'Isaac Albéniz sobre un llibret en anglès de Francis Money-Coutts, 5è baró de Latymer.
Va ser composta entre 1897 i 1902, i és la primera part d'una projectada trilogia operística sobre els mites artúrics encarregada pel ric banquer Francis Money-Coutts, 5è Baró de Latymer, qui també en va escriure el llibret. Durant un temps hom va creure que la partitura s'havia perdut, però recentment ha estat reconstruïda i interpretada
De la segona part de la trilogia, Lancelot, el compositor va deixar parts, mentre que la tercera i última, Guinevere, ni tan sols va ser iniciada.
L'obra va ser publicada per l'editorial Édition Mutuelle l'any 1906

## Representacions
Merlin va ser interpretada amb acompanyament de piano el 13 de febrer 1905 a Brussel·les, a la residència dels senyors Tassel, en traducció francesa deguda a Maurice Kufferath i amb el títol de Table Ronde.
El 18 de desembre de 1950, al Teatre Tívoli (Barcelona) se'n va fer una representació organitzada pel Club de Fútbol Júnior. L'organització general va ser a càrrec de Teodoro Torné, qui va cantar el paper protagonista. Se'n van fer talls a la partitura i es va interpretar en traducció castellana de Manuel Conde. L'Orquestra Clàssica de Barcelona, ampliada fins als vuitanta professors, va ser dirigida per Josep Sabater.
La versió original, deguda a la reconstrucció de la partitura feta per José de Eusebio, va ser interpretada per primera vegada en versió de concert el 20 de juny de 1998 a la Sala Simfònica de l'Auditori Nacional de Madrid, sota la direcció del mateix José de Eusebio.
L'any 2000 es va enregistrar, amb la participació del tenor Plácido Domingo, però no va ser estrenada en teatre i en versió completa i original fins a l'any 2003, al Teatro Real de Madrid, 101 anys després de ser composta.

## Personatges i intèrprets
| Paper                    | Tessitura | Estrena, 28 de maig de 2003, (director: José de Eusebio) |
| ------------------------ | --------- | -------------------------------------------------------- |
| Merlin                   | baríton   | David Wilson-Johnson                                     |
| Fada Morgana             | contralto | Éva Marton                                               |
| Rei Artús                | tenor     | Stuart Skelton                                           |
| Nivian                   | soprano   | Carol Vaness                                             |
| Mordred                  | baríton   | Ángel Ódena                                              |
| Rei Lot de Orkney        | baix      | Víctor García Sierra                                     |
| Gawain                   | tenor     | Ángel Rodríguez                                          |
| Sir Ector de Maris       | baríton   | Juan Tomás Martínez                                      |
| Sir Pellinor             | baríton   | Federico Gallar                                          |
| Kay                      | tenor     | Eduardo Santamaría                                       |
| Arquebisbe de Canterbury | baix      | Stephen Morscheck                                        |

## Argument

### Acte I
Rodalies de la Catedral de Sant Pau de Londres.
Poc abans de l'alba se sent el cant dels monjos dins de la Catedral. Al costat de un dels seus murs, una luxosa espasa es troba clavada en un bloc de marbre. Merlí saluda el dia de Nadal amb la petició que Artús sigui coronat Rei d'Anglaterra abans que acabi el dia. Nivian, una esclava sarraïna que, li prega que tant bon punt sigui coronat el rei, compleixi la seva paraula i les alliberi. Merlí, però, es nega.
Cavallers, nobles i dames surten en processó de l'església, juntament amb l'Arquebisbe de Canterbury. Merlí anima els congregats a triar un nou rei. Un grup d'homes afirmen que l'hereu al tron reial serà conegut mitjançant una revelació divina. L'Arquebisbe llegeix llavors la inscripció de l'espasa Excalibur: qui aconsegueixi arrencar-la de la roca a la qual es troba l'espasa incrustada, serà el nou rei d'Anglaterra.
La fada Morgana reclama pel seu fill, de sang reial, la corona, però la multitud prefereix que sigui Excalibur la que dicti la successió. Primer prova Gawain, a instàncies del seu pare, el rei Lot, però fracassa en l'intent. Després fa el mateix Mordred, fill de Morgana, sense fer cas de les advertències de la seva mare sobre la màgia de Merlí. L'Arquebisbe mana buscar nous candidats i Merlí ordena que es munti guàrdia a fi de protegir l'espasa sagrada i s'anuncia el torneig per decidir el futur rei. Artús, que passeja amb Kay, confon l'espasa Excalibur amb la seva pròpia, que creia haver perdut, i l'arrenca del seu emplaçament sense esforç.
Després de jurar Ector i Pellinor pels Sagrats Evangelis que va ser Artús qui va aconseguir extreure l'espasa de la pedra, Merlí revela a la multitud que Artús és fill de la reina Igraine, qui, en morir, li va lliurar el nadó. Ell mateix va deixar el nadó davant la porta d'Ector. Tots, amb excepció de Morgana i els seus seguidors, que s'enfronten violentament als altres, proclamen majestuosament a Artús com a nou rei.

### Acte II
Saló del Tron del Castell de Tintagel.
Artús i Merlí conversen sobre la guerra contra Morgana i els seus vassalls, que acaba de concloure. Davant les preguntes del mag, Artús li confessa el seu amor per Guinevere, però Merlí li adverteix dels perills de tal romanç, el que provoca l'enuig del rei.
Els nobles vencedors entren a la sala per proclamar la seva victòria i porten amb si als vençuts: Morgana, Mordred i Pellinor. Artús tracta d'esbrinar per què Morgana va actuar tan despietadament contra el seu propi germà. Ella implora perdó davant la ira de Merlí, de la multitud i del cavaller Gawain, que va veure morir al seu pare de mans de Pellinor. Artús proclama la pau i atorga el perdó als presoners, que s'agenollen davant el seu rei. Tots enalteixen la bondat del monarca, però Morgana i Mordred tramen ja la seva venjança.
Morgana vaticina la proclamació de Guinevere com a reina consort, i que aquest fet acabarà per provocar la destrucció de la corona per mitjà d'un conjur de la pròpia Morgana, encara que, no obstant això, abans hi haurà de desfer-se de Merlí, qui protegeix Artús amb la seva màgia. A continuació entra Nivian, que prega a Morgana que l'ajudi a aconseguir la seva llibertat. Morgana declara que l'única manera de vèncer a Merlí és a través de l'engany, alhora que l'informa del poder de la vareta que porta Merlí i de la fragilitat de la roca que cobreix l'entrada de la gruta dels Gnoms. Merlí ha de quedar presoner en aquesta caverna, enganyat per les arts de Nivian i per la seva cobdícia. Nivian va a buscar Merlí.

### Acte III
Al bosc, en plena floració de la primavera, se sent la cançó de maig. Artús, que dormia al peu d'un hagi, recorda Guinevere. Merlí conversa amb Artús, qui li encarrega que faci oficialment la petició de la mà de Guinevere. Merlí planeja com aconseguir que Artús s'oblidi de la seva estimada, ja que la consumació d'aquest amor destruiria el seu regne. Abans ha d'aconseguir més or dels Gnoms i amb aquest propòsit crida a Nivian, que dansa al costat de les seves companyes.
Els Gnoms surten de la seva caverna perseguint les donzelles i es perden amb elles en el bosc, des d'on se sent el riure plaent de l'amor. Un interludi orquestral descriu la posta de sol mentre una lleugera boira cobreix Merlí i Nivian. Al final del cor de les donzelles, que des de l'espessor del bosc canten la màgia del seu amor, l'escena s'il·lumina amb la força de la lluna plena. Nivian balla per Merlí mentre Morgana ronda entre els arbres. Nivian sol·licita un desig: que Merlí li permeti agafar la seva vareta.
Merlí li dona la vareta, conscient que així perd tot el seu poder. Nivian desapareix al bosc, mentre Merlí, tot sol, proclama que aviat Nivian rebrà la llibertat. Però per això ha de saquejar immediatament el tresor dels Gnoms. Abans d'entrar a la gruta, Merlí es riu de la possibilitat que Nivian esbrinés que té a les mans l'única clau amb la qual podria soldar l'entrada a la cova dels Gnoms i s'encamina rient cap al seu interior. Nivian s'acosta de nou, ara amb la vareta a la mà, proclamant i invocant l'esperit de la llibertat. Nivian colpeja la roca amb la seva arma màgica, que serveix per bloquejar l'entrada de la gruta, mentre els Gnoms, advertits per l'estrèpit, corren desordenadament per sobre de la porta. Nivian llança la vareta i s'aferra horroritzada a Morgana, cantant desesperadament a la llibertat recentment aconseguida i desapareixent al bosc. Morgana, banyada totalment per la llum de la lluna, realitza un conjur: que així sigui, Princesa dels Inferns.